# حاصرات قنوات الكالسيوم
مُحصِرات قنوات الكالسيوم هي مجموعة من الأدوية التي تعمل على غلق قنوات الكالسيوم وبالتالي منع الكالسيوم من الدخول إلى الخلايا مما يمنع موت الخلية وفقدانها لنشاطها نتيجة ارتفاع نسبة الكالسيوم في داخل الخلية. تُستعمل هذه الفئة من الأدوية بصورة رئيسية في علاج فرط ضغط الدم والذبحة الصدرية وأمراض الشرايين المحيطية واضطرابات النظم، ويرجع استخدامها في هذه الحالات إلى تأثيرها على عضلة القلب والأوعية الدموية حيث أنها تقلل سرعة ضربات القلب وقوة الانقباض نتيجة إبطائها لسير التيار الكهربائي في عضلة القلب ويحدث اتساع للشرايين وهناك أبحاث حول فعالية هذا النوع من الأدوية في علاج داء ألزهايمر ويستعمل أيضا وبصورة تقليدية كعلاج وقائي لمنع أو تقليل حدوث نوبات الصداع النصفي، أي الشقيقة.
ظهر هذا النوع من الأدوية لأول مرة في الولايات المتحدة في عام 1981 وبعد 10 سنوات من تصنيع الدفعة الأولى تم التوصل إلى تصنيع وجبة جديدة ذات تأثير بطيء ولكن التأثير يستمر لفترات زمنية أطول مقارنة بالرعيل القديم، وكان ظهور هذا الوجبة الجديدة ذات التأثير المطول متزامنا مع رصد لحالات تسمم نتيجة التأثير الأطول، حيث تم رصد 8555 حالة تسمم في الولايات المتحدة في عام 1996 ولقي 58 منهم حتفهم، في حين أن نسبتها عام 2002 وصلت إلى 9585 حالة ولقي 68 منهم حتفهم نتيجة التسمم. كانت معظم حالات التسمم في الأطفال حيث لوحظ انخفاض شديد في ضغط دم الأطفال بعد فترة شبه طويلة من تناولهم نوع الدواء ذي التأثير البطيء والمطول.

## آلية فعلها الدوائي
تعمل محصرات قنوات الكالسيوم على إيقاف عمل قنوات الكالسيوم الحساسة للفولطية في القلب وفي الأوعية الدموية من خلال ارتباطها بالقنوات الناقلة للكالسيوم في غشاء الخلية، يؤدي هذا الارتباط بالتالي إلى إعاقة دخول الكالسيوم إلى داخل الخلية والتي بدورها تمنع نشوء الطور الأولي في عملية التنسيق الكهربائي لتقلص عضلة القلب، مما يمنع مستويات الكالسيوم من الزيادة عند التحفيز، ويؤدي هذا إلى إقباض أضعف. من الجدير بالذكر أن هناك نوعين من القنوات الدقيقة التي تؤدي إلى داخل خلايا عضلة القلب والعضلات المبطنة للأوعية الدموية،
- النوع الأول من هذه القنوات تعدّ قنوات ذات سير بطيء وهي التي تنقل الكالسيوم وهذه القنوات هي التي ترتبط بها الحاصرات.
- النوع الثاني من القنوات هي قنوات ذات سير سريع وهي المسؤولة عن نقل الصوديوم من وإلى داخل الخلية وهذه القنوات السريعة لا تتأثر بعمل حاصرات قنوات الكالسيوم، هذا يعني أن حاصرات قنوات الكالسيوم تقلل نسبة الكالسيوم في داخل الخلايا العضلية فقط بدون أن تؤثر على نسبة ومستوى الكالسيوم في البلازما.

هنالك أربع تأثيرات رئيسية لهذه الفئة من الأدوية ويمكن تلخيصها بالتالي:
1. توسيع الشرايين المحيطية، أي الموجودة في الأطراف.
2. إبطاء نبض القلب.
3. تقليل شدة انقباض عضلة القلب.
4. تقليل سير التيار الكهربائي في القلب.

يؤدي كل هذا إلى تقليل مقاومة جريان الدم وذلك بسبب توسع الأوعية الدموية، وإلى نقص كمية الدم الصادر من القلب بسبب ضعف قوة الانقباض، ويؤدي كل من هبوط المقاومة الكلية لسريان الدم في الجسم ونقص تدفق الدم إلى انخفاض ضغط الدم. بوجود ضغط دم منخفض لا يكون عمل القلب صعبا، وهذا يمكن أن يخفف من مشاكل اعتلال عضلة القلب ومشاكل الأمراض التاجية. على الخلاف من موانع البيتا، يبقى القلب متجاوباً مع تحفيز النظام العصبي الودي، وعليه يمكن المحافظة بصورة أفضل على ضغط الدم.
جميع أنواع المحصرات تمتص بصورة جيدة في الجهاز الهضمي، وتتعرض بعد امتصاصها إلى عمليات أيضية Metabolism في الكبد وتُطرح من الجسم بصورة رئيسية من خلال الكليتين وعن طريق الإدرار، لهذه الأسباب فإن الأشخاص الذين يعانون من عطل الكليتين أو مشاكل صحية في الكبد يكونون معرضين للتسمم بسبب عدم مقدرتهم على طرح الدواء من الجسم لفترة أطول من الفترة الطبيعية ويلاحظ هذا غالباً في المسنين.

## الاستعمالات
تستعمل محصرات قنوات الكالسيوم بصورة رئيسية في علاج ارتفاع ضغط الدم والذبحة الصدرية وعدم انتظام ضربات القلب. بالنسبة لاستعمالها في علاج ارتفاع ضغط الدم فإن الحاصرات لا تعدّ علاج الخط الأول وإنما يستعمل كعلاج الخط الثاني إما وحدها أو مع أدوية أخرى، وهذا يعني أن الشخص الذي تم تشخيصه حديثا بمرض ارتفاع ضغط الدم لا يوصف له حاصرات قنوات الكالسيوم كعلاج أولي، لكنه ومنذ عام 2003 هناك بعض المحاولات في بعض الدول ومنها كندا في تجربة استعمال حاصرات قنوات الكالسيوم كعلاج أولي لارتفاع ضغط الدم.
أما بالنسبة لاستعمالها في علاج الذبحة الصدرية فإن حاصرات قنوات الكالسيوم تعدّ فعالة جدا إذا كان سبب الذبحة تشنج في العضلات الملساء المبطنة للشرايين التاجية التي تغذي عضلة القلب، ويستعمل نيفيديبين وفيراباميل ودلتيازيم لهذا الغرض. إذا كان سبب الذبحة غير متعلق بتشنج العضلات المبطنة للشرايين التاجية فإن حاصرات قنوات الكالسيوم تستعمل بصورة ثانوية أو كعلاج الخطوة الثانية.
تستعمل حاصرات قنوات الكالسيوم لعلاج عدم انتظام ضربات القلب الناتجة من ارتجاف الأذينين وحالات أخرى ناجمة من اضطراب إيقاع الأذينين حيث لا تؤثر الحاصرات على الاضطرابات الناشئة من البطينين. لعلاج عدم انتظام ضربات القلب تستعمل الحاصرات عن طريق ضخها بالوريد وليس على شكل حبوب، ويستعمل دلتيازيم وفيرابامل لهذا الغرض.
هناك استعمالات أخرى لحاصرات قنوات الكالسيوم في حالات خاصة منها استعمال فيراباميل في حالة الانسداد التضخمي لعضلة القلب (بالإنجليزية: Obstructive hypertrophic cardiomayopathy)‏ واستعمال نيفيديبين في ظاهرة راينود (بالإنجليزية: Raynaud's Phenomenon)‏ والتي هي عبارة عن احتشاء متناوب ومتذبذب للأطراف وخاصة الأصابع والأذن والأنف.
مؤخرا تم استعمال نيموديبين لعلاج النزيف الدماغي الحديث الناتج من انفجار شرايين دماغية دقيقة وتم استعمال فلونارزين كعلاج وقائي للصداع النصفي.

## الأنواع

التركيب البنائي للفيراباميل، أحد أشهر محصرات قنوات الكالسيوم.

هناك نوعان رئيسيان من حاصرات قنوات الكالسيوم:
- نوع البيريدين الثنائي الهيدروجين ويشمل أدلات ونورفاسك ورينيدل ونيموتوب.
- نوع البيريدين الغير ثنائي الهيدروجين ويشمل دلتيازيم وفيراباميل.
- هناك نوع ثالث لا يمكن اعتباره من حاصرات الكالسيوم وإنما يعدّ كمضاد للهستامين مع نشاط لغلق قنوات الكالسيوم، وهناك دواء واحد من هذا الصنف واسمه فلونارزين.

الفرق الرئيسي بين هذه المجاميع هو أن النوع الأول له قابلية عالية لتوسيع الأوعية الدموية وانبساط العضلات الملساء المبطنة للشرايين مع تأثير طفيف على عضلة القلب وضابطات النبض الموجودة في القلب، وعلى العكس فإن المجموعة الثانية يتركز نشاطها على عضلة القلب وضابطات النبض مع تأثير طفيف على الأوعية الدموية.
في علم الأدوية هناك عادة العديد من الأسماء التجارية لكل دواء تختلف حسب الشركة المصنعة للدواء وهناك اسم علمي واحد متفق عليه وفيما يلي الأسماء العلمية لحاصرات قنوات الكالسيوم مع الأسماء التجارية الشائعة المرادفة لها:
- نيفيديبين (بالإنجليزية: Nifedipine)‏: أدلات، كارديلات، نيفيدوتارد، نيفاديل، يونيبين، بروكارديا.
- أملوديبين (بالإنجليزية: Amlodipine)‏: نورفاسك، لستين.
- فيلوديبين (بالإنجليزية: Felodipine)‏: رينيديل، بلينديل.
- نيموديبين (بالإنجليزية:  Nimodipine)‏: نيموتوب.
- دلتيازيم (بالإنجليزية: Diltiazem)‏: كارديزيم، أديزيم، أنجيتيل، دلزيم، تايزاك، زيمتارد.
- فيراباميل (بالإنجليزية:  Verapamil)‏: فيراميل، فيراب، كالان.
- فلونارزين (بالإنجليزية: Flunarizine)‏: سيبيليم.

| الدواء              | الجرعة | الاستعمالات                                                                      | الأعراض الجانبية                                                  |
| ------------------- | --- | -------------------------------------------------------------------------------- | ----------------------------------------------------------------- |
| نيفيديبين (أدلات)   | 90 ملغ كحد أقصى في اليوم لارتفاع ضغط الدم و 180 ملغ أقصى حد للذبحة الصدرية                                               | ذبحة صدرية، ارتفاع ضغط الدم                                                      | صداع، خمول، غثيان، انخفاض الضغط، انخفاض البوتاسيوم.               |
| أملوديبين (نورفاسك) | 10 ملغ كحد أقصى في اليوم الواحد                                                                                          | ذبحة صدرية، ارتفاع ضغط الدم                                                      | صداع، خمول، نعاس، عجز جنسي، آلام في العضلات                       |
| فيلوديبين (رينيدل)  | 10 ملغ كحد أقصى في اليوم الواحد                                                                                          | ارتفاع ضغط الدم                                                                  | صداع، خمول، غثيان، آلام في العضلات، تهيج المجاري التنفسية العليا. |
| نيموديبين (نيموتوب) | 60 ملغ كل أربع ساعات لمدة 21 يوما                                                                                        | خلال 96 ساعة من النزيف الدماغي لغرض تقليل الآثار العصبية للنزيف                  | صداع، غثيان، تشنج في العضلات، تهيج جلدي.                          |
| دلتيازيم (كارديزيم) | 480 ملغ كحد أقصى في اليوم للذبحة الصدرية وارتفاع الضغط، و 5 - 15 ملغ في الساعة لمدة أقصاها 24 ساعة لعلاج ارتجاف الأذينين | ذبحة صدرية، ارتفاع الضغط، ارتجاف الأذينين                                        | صداع، خمول، إبطاء ضربات القلب، غثيان                              |
| فيراباميل           | 480 ملغ كحد أقصى في اليوم للذبحة الصدرية وارتفاع الضغط وعدم انتظام ضربات الأذينين في القلب                               | ذبحة صدرية، ارتفاع الضغط، ارتجاف الأذينين المزمن                                 | صداع، خمول، إبطاء ضربات القلب، غثيان.                             |
| فلونارزين           | 10 ملغ كحد أقصى في اليوم                                                                                                 | وقاية من نوبات الصداع النصفي، علاج اضطراب التوازن الناتج من مشاكل الأذن الداخلية | خمول، ازدياد في الوزن، زيادة الشهية.                              |

## الأعراض الجانبية
بصورة عامة يتحمل المرضى جرعات حاصرات قنوات الكالسيوم بصورة جيدة عندما لا تتجاوز الجرعات الحد الأقصى للدواء في اليوم الواحد، وهناك بعض الأعراض الجانبية الطفيفة التي تظهر عادة في الأسابيع الأولى من الاستعمال ولا تستدعي إيقاف العلاج وإنما يمكن تقليلها بتقليل الجرعة.
معظم الأعراض الجانبية هي نتيجة لطريقة عمل الحاصرات حيث يؤدي توسع الأوعية الدموية إلى التورم في الأطراف السفلى واحمرار الوجه والصداع نتيجة تباطؤ رجوع الدم من الأطراف إلى القلب وزيادة انتشار الدم في الرأس. بالإضافة إلى هذه الأعراض الجانبية الشائعة والطفيفة هناك بعض الأعراض الخطيرة والنادرة والتي قد تحدث ومنها عجز القلب نتيجة نزعة الحاصرات إلى تقليل شدة انقباض عضلة القلب وإبطاء ضربات القلب وبسبب نشاط الحاصرات في توسيع الشرايين المحيطية. يحدث في بعض الأحيان انخفاض شديد لضغط الدم وفي حالات نادرة تؤدي الحاصرات إلى ظهور طفح جلدي والتهاب للمفاصل.
بصورة عامة يمكن تقسيم الأعراض الجانبية لحاصرات قنوات الكالسيوم حسب أجزاء الجسم المختلفة على الشكل التالي:
- القلب والأوعية الدموية: تورم الأطراف، هبوط الضغط، تباطؤ ضربات القلب، ويحدث أحياناً تسارع في ضربات القلب كردة فعل لهبوط الضغط.
- الجهاز العصبي: صداع، الشعور بالدوخة والخمول.
- الجلد: ازدياد التعرق، طفح جلدي، حكة جلدية، تساقط الشعر، حساسية جلدية عند التعرض للشمس عند البعض.
- الجهاز الهضمي: الشعور بالغثيان، ويحصل عند البعض وخاصة المسنين حرقة في المعدة واحتمالية نزف بطيء وغير محسوس للأوعية الدموية الدقيقة في المعدة، ويحدث ازدياد في الشهية والوزن مع استعمال فلونارزين.
- الجهاز العضلي: تشنج وآلام في العضلات والشعور بالتصلب وعدم مرونة المفاصل.
- 'الجهاز التنفسي: ضيق خفيف في التنفس نتيجة توسع الأوعية الدموية في المجاري التنفسية.

## مضادات الاستطباب
هناك مجموعة من الحالات تستلزم تجنب استعمال حاصرات قنوات الكالسيوم، ومنها:
- عجز القلب المتقدم، والتي تعني أن عضلة القلب قادرة على ضخ 40% فقط من الدم الموجود في البطينين مع كل انقباض.
- لا يحبذ تزامن استعمال حاصرات قنوات الكالسيوم مع مانعات البيتا التي هي عبارة عن فصيلة أخرى من الأدوية تعمل أيضاً على إبطاء ضربات القلب وتقليل شدة انقباض عضلة القلب.
- يجب تجنب استعمال فلونارزين في الأشخاص المصابين بمرض الكآبة ومرض باركنسون.
- يجب اتخاذ الحذر عند استعمال حاصرات قنوات الكالسيوم من قبل الأشخاص الذين يعانون من الجلطة الدماغية بسب احتمالية حدوث احتشاء إضافي للدماغ كنتيجة لتقليل شدة انقباض عضلة القلب التي تؤدي إلى عدم وصول كميات كافية من الدم إلى الدماغ.
- تعدّ حاصرات قنوات الكالسيوم آمنة لدى استعمالها من قبل السيدات الحوامل أو المرضعات، وتشير الدراسات إلى عدم وجود علاقة بين حاصرات قنوات الكالسيوم والتشوهات الخلقية التي قد تحدث أثناء تطور الجنين.
- يجب توخي الحذر عند تزامن استعمال حاصرات قنوات الكالسيوم مع بعض الأدوية الأخرى منها على سبيل المثال استعمال فيرابامل أو دلتيازيم مع الأسبرين، حيث أن هذا التزامن يؤدي إلى ازدياد فعالية الأسبرين في منع عملية التخثر، ويجب مراقبة المريض لاحتمالية حدوث نزيف.
- كما أن تزامن استعمال حاصرات قنوات الكالسيوم مع مانعات البيتا يُضعف عملية انقباض عضلة القلب بشكل ملحوظ مما قد يؤدي إلى عجز القلب أو عجز أعضاء أخرى حساسة في الجسم لعدم وصول كميات كافية من الدم إلى تلك الأعضاء مثل الكليتين والدماغ.
- يُنصح متعاطو حاصرات قنوات الكالسيوم عادة بتجنب شرب عصير العنب لأن ذلك العصير يعيق سرعة تخلص الجسم من حاصرات قنوات الكالسيوم وبالتالي بقائها في الجسم لمدة أطول.

## التسمم بجرعة عالية
يحدث التسمم عادة عند تناول جرعات كبيرة تفوق الحد الأقصى للجرعة العلاجية ويحدث التسمم عادة عند استعمال نوع الدواء ذي التأثير البطيء والمطول، وتظهر أعراض التسمم عادة بعد فترة زمنية شبه طويلة من تناول الجرعة العالية، وتكون الأعراض عادة مرتبطة بنشاط القلب وجهاز الدوران ومن أهمها هبوط شديد للضغط وضعف شديد في تقلص عضلة القلب واضطرابات خطيرة في ضربات القلب واحتمالية عالية لعجز الكلى.
لعلاج حالات التسمم هذه يتم إدخال الشخص إلى وحدة العناية المركزة ويتم عملية غسل المعدة إذا كان تناول الجرعة العالية قد تم خلال ساعتين. تتمحور فكرة العلاج بزرق المريض بجرعات متتالية من الكالسيوم عن طريق الوريد. وقد تُستعمل أيضا بعض الأدوية التي تنشط تقلص عضلة القلب مثل الأدرينالين.
تحدث حالات التسمم هذه على الأغلب في الأشخاص الذين يحملون الصفات التالية:
- المسنين من عمر 65 سنة وما فوق.
- الأشخاص المصابين بحالات مرضية في الكبد.
- الأشخاص المصابين بحالات مرضية في الكليتين.
- الأطفال دون السادسة من العمر.

لتجنب حالات التسمم في هذه المجموعة من الأشخاص يجب مراعاة الحيطة والحذر عند زيادة جرعة الدواء الذي يجب أن يتم بشكل تدريجي وليس بصورة مفاجئة.

## الكالسيوم وعضلة القلب وامراض القلب
عند دخول الكالسيوم إلى داخل الخلايا في العضلات القلبية أو العضلات الملساء المبطنة للأوعية الدموية فإنها تبدأ بتحفيز مجموعة من التفاعلات الكيميائية التي تنتهي بتقلص العضلة. يمكن تقسيم قنوات الكالسيوم إلى ثلاثة أنواع من القنوات:
1. القنوات الحساسة للفولطية وهذه النوع من القنوات هي التي تؤثر عليها حاصرات قنوات الكالسيوم، وهذه النوعية من القنوات موجودة بكثرة في العضلات القلبية والعضلات الملساء.
2. القنوات الحساسة للناقلات العصبية.
3. القنوات الحساسة لتمدد أو استرخاء الألياف العضلية.

يوجد عادة ما يشبه المضخات التي تنظم كمية الكالسيوم الداخلة إلى الخلية والكمية الخارجة منها. عندما تقل نسبة الكالسيوم داخل الخلية فإن هذا يؤدي إلى تقليل نشاط تقلص العضلات القلبية وتقليل سرعة مرور التيار الكهربائي من عقدة الجيب الأذيني SA node إلى عقدة الأذين - البطيني AV node، وكلا العقدتين تقومان بتنظيم كهربائية القلب. يؤدي تقليل سرعة هذا التيار إلى إبطاء معدل ضربات القلب. أما ازدياد نسبة الكالسيوم داخل العضلات الملساء فإنه يُؤدي إلى تقليل مقاومة الأوعية الدموية لسريان الدم وتوسع في الشرايين الصغيرة وبالتالي ازدياد كمية الدم المتدفق عبر هذه الشرايين.
في عام 2003 تم طرح فكرة جديدة للوقاية من أمراض القلب والشرايين وذلك بقياس نسبة ترسب الكالسيوم على الجدار الداخلي للشرايين عن طريق تسليط حزمة إلكترونية على الشرايين التاجية. أسفرت النتائج الأولية لهذه الطريقة عن زيادة احتمالية الإصابة المستقبلية بالأمراض القلبية في الأشخاص ذوي الترسب العالي للكالسيوم مقارنة بالأشخاص ذوي الترسب المنخفض للكالسيوم على الجدران الداخلية للشرايين.